# 28 dagar
28 dagar (originaltitel: 28 Days) är en amerikansk dramakomedifilm från 2000 i regi av Betty Thomas. I huvudrollerna ses Sandra Bullock, Viggo Mortensen, Dominic West, Elizabeth Perkins, Steve Buscemi och Diane Ladd. Filmen hade Sverigepremiär den 9 juni 2000.

## Handling
Gwen Cummings (Sandra Bullock) är en framgångsrik skribent som bor i New York. Hon lever ett vilt liv i ett högt tempo. När Gwen under ett sin systers bröllop stjäl limousinen och, berusad, kör rakt in i en trädgård, blir hon anhållen av polisen. I rätten döms hon till fängelse eller att tillbringa 28 dagar på en avvänjningsklinik. Gwen väljer vad hon tror är den enklaste utvägen. På kliniken möter hon helt nya människor och ett nytt sätt att leva, och framförallt ett helt nytt sätt att tänka. Hon upptäcker att det inre kanske är viktigare än det yttre.

## Om filmen
Filmen är bland annat inspelad i Asheville, Wilmington och i Screen Gems Studios i North Carolina samt Bedford, New York och i Shea Stadium i New York.

## Rollista i urval
- Sandra Bullock - Gwen Cummings
- Azura Skye - Andrea
- Dominic West - Jasper
- Viggo Mortensen - Eddie Boone
- Elizabeth Perkins - Lily Cummings
- Alan Tudyk - Gerhardt
- Reni Santoni - Daniel
- Marianne Jean-Baptiste - Roshanda
- Diane Ladd - Bobbie Jean
- Mike O'Malley - Oliver
- Steve Buscemi - Cornell Shaw
- Margo Martindale - Betty
- Susan Krebs - Evelyn
- Loudon Wainwright III - kille med gitarr